# Valleberga
Valleberga är kyrkbyn i Valleberga socken i Ystads kommun. 

## Historia
Det äldsta skriftliga belägget är från 1200-talet då orten benämnes Wallaebiarghae. Ortnamnet har bildats av vall (gräsbevuxen mark) och forndanskans biaergh (berg, höjd). Byn har också givit namn åt Valleberga socken.
Fram till enskiftets genomförande i byn 1818–1819 låg bebyggelsen samlad utmed landsvägen som löpte i Ö-V riktning genom byn. Enligt den äldsta kartan över byn vilken upprättades 1704–1705 fanns 52 gårdar i byn. Dessa bestod av tre- eller fyrlängade korsvirkesgårdar på landsvägens norra sida. I byns västra utkant, benämnd striven (strupen), låg några mindre gatehus som beboddes av byns obesuttna samt några indelta ryttare. I byns västra del låg den också gamla medeltida rundkyrkan, Valleberga kyrka.
I samband med det ovan nämnda skiftet flyttades de flesta gårdarna till enskilda lägen ute på åkrarna. Dock ligger ett par gårdar ännu kvar längs den gamla landsvägen som låg något längre norrut än dagens landsväg mellan Ingelstorp och Löderup.